# HENHEN事変
HENHEN事変（ヘンヘンじへん）は、かつて存在していた日本の女性お笑いコンビ。ホリプロコムに所属していた。

## メンバー
- おおのまりあ（1990年7月14日（34歳） - ）　
詳細はおおのまりあの項目を参照。

- アイドル鳥越（アイドルとりごえ　1994年10月28日（30歳） - ）
詳細はアイドル鳥越の項目を参照。

## 来歴
二人は東京アナウンス学院で出会う。大野は芸能バラエティ科、鳥越は声優科に在籍。同校主催のオーディションの時、二人とも同時期に芸能事務所の人に芸人を勧められたのがきっかけで二人ともお笑いの道に入る。2015年結成。鳥越曰く、一人は寂しいから組むことにしたとのこと。
コンビ名は「生ハムとおしるこ」など大野が提示し、鳥越に任せた結果、HENHEN事変に決定した。
その後ホリプロコムにスカウトされ、2016年4月より同事務所に所属となる。
AbemaTV『お願い!マンピンコン』2016年11月決勝大会にて第2位となる。
2018年2月25日に決勝大会（東京・スパイラルホール）が行われた「mysta festa 2018」にて優勝。
2018年5月26日、初単独ライブ「超絶アイドル『せーのっ らぶぅ♡』」（2回公演、東京・Eggman tokyo east）を開催した。
2019年4月15日、解散を発表。その後鳥越、おおのともに芸人を続けている。なお、HENHEN事変としての最後のライブ出演は同年4月12日のホリプロライブ（ゴールドプレート）だった。ホリプロコムには鳥越だけピン芸人として残り、おおのは退所した。おおのは2019年6月1日から「加藤悠の生き別れた妹」とされているプロレスラーのHARUKAZEとのコンビ「ネバーギブアップ」を組んで活動している。ネバーギブアップとしてのライブ初出演は、2019年5月31日の『勝手に漫才GP』。ネバーギブアップは2020年からライジング・アップの「2nd Team」所属扱いとなり、2023年12月3日を以て同事務所を退所、その27日後の同年12月30日に解散を発表。おおのはその後も芸人としての活動は続ける意向である。

## 芸風
以前は時事ネタを出して大野が説明し、それに対して鳥越が意見を出すという掛け合いなどの漫才をしていたが、その後鳥越の不細工ぶりを大野がいじり倒すというネタなどを展開していた。ネタ中で小道具を使ったこともあった他、歌を歌ったり、客にサイリウムを持たせて踊らせたこともあった。「知っている曲をアイドル風に変える」というネタも持っていた。
ネタの最後は必ず鳥越が「超絶可愛いー、とりちゃーん」のコールを発し、大野が「これがメインです」などと言って締めるというパターンとなっていた。
コントのネタも持っていた。

## 出演

### テレビ
- なら≒デキ〜○○なら××デキるはず〜（テレビ朝日）- 2016年10月27日
- カンニングの恋愛中毒（BSフジ）- 2016年11月19日
- ウチのガヤがすみません!（日本テレビ）- 2017年5月2日初出演。2019年12月3日（解散後）は、おおののみ「ネバーギブアップ」のメンバーとして出演。
- キミスタ（テレビ東京）- 2018年4月5日
- サタふく（福島テレビ）- HENHEN事変解散後も鳥越一人で定期的に出演。

以下はHENHEN事変解散後の出演
- アイドル鳥越
  - アイドル鳥越#テレビの節を参照
- おおのまりあ
  - おおのまりあ#テレビの節を参照

### ラジオ
- サンドウィッチマンの天使のつくり笑い（NHKラジオ第1放送）- 2017年3月14日[16]
- ひるどき情報ちば（NHK千葉放送局・FM）- 2017年5月25日[17]
- はみだし しゃべくりラジオ キックス（山梨放送ラジオ）- 2017年8月16日「銀座8丁目しゃべくり劇場」コーナー[18]

以下はHENHEN事変解散後の出演
- アイドル鳥越
  - アイドル鳥越#ラジオの節を参照
- おおのまりあ
  - おおのまりあ#ラジオの節を参照

### WebTV
- お願い!マンピンコン（AbemaTV）

### 舞台
- 暮らすフィクション（東京・明石スタジオ　2017年3月30日〜4月2日　鳥越のみ）[19]